# Ultima GTR

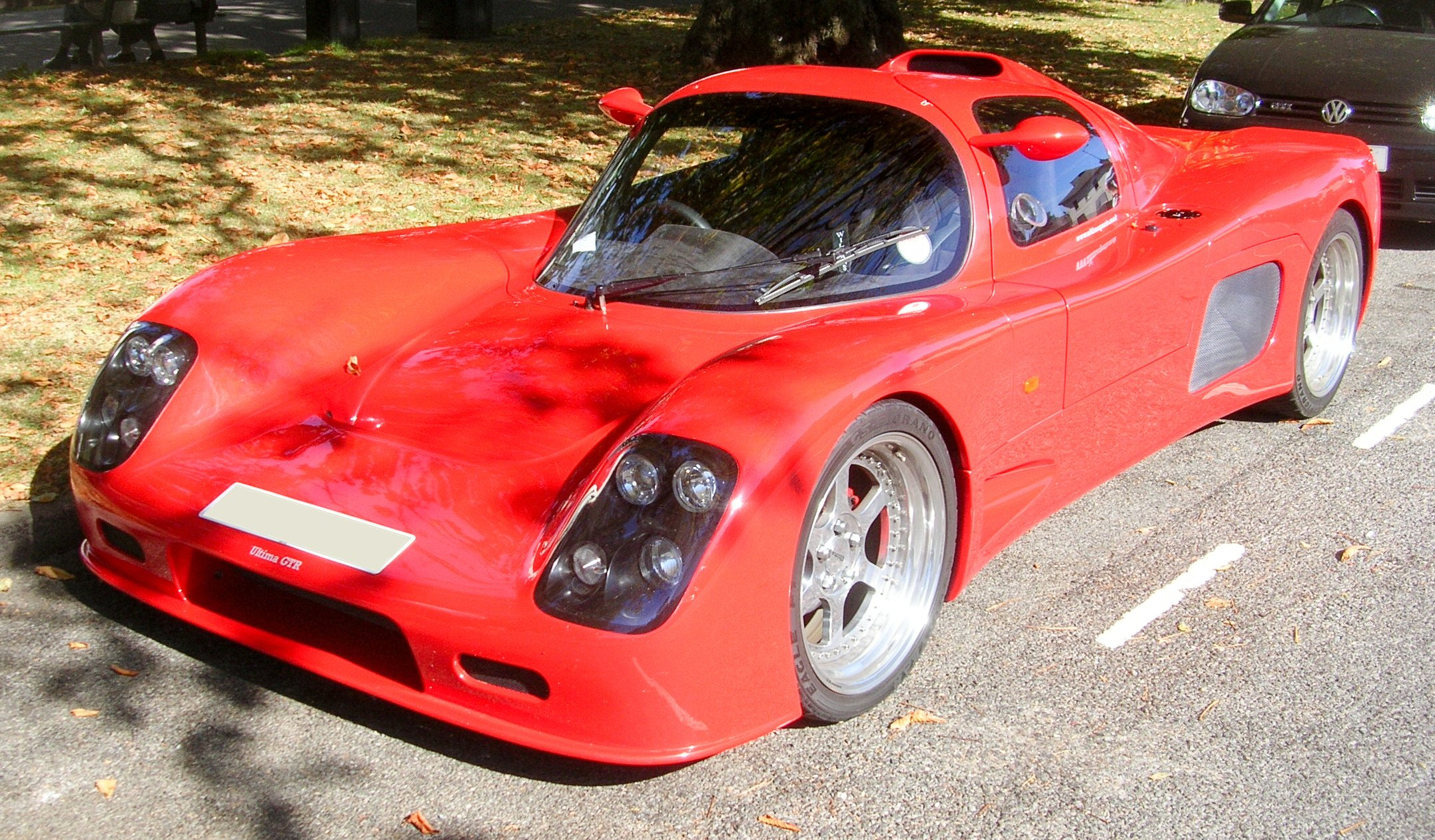
Ultima GTR.

Ultima GTR är en sportbil tillverkad av Ultima Sports Ltd. från Storbritannien. Bilen säljs som byggsats med köparens val av motor, men kan även köpas färdig från fabrik. Tillverkaren rekommenderar att en Chevrolet Small block V8 används.[källa behövs]
Bilens design har likheter med Porsche 917.